# Bertrand Lacombe
Ne doit pas être confondu avec le musicien Bertrand Lacombe (dit Dombrance).
Bertrand Lacombe, né le 5 novembre 1966 à Montpellier, est un prélat catholique français, archevêque d'Auch depuis le 22 octobre 2020.

## Biographie

### Formation
Bertrand Lacombe a étudié les sciences économiques à l'université de Montpellier jusqu'à l'obtention de sa licence. Son service militaire accompli, il devient consultant à Paris. En 1995, il entre au séminaire d'Avignon. Le 24 juin 2001, il est ordonné prêtre pour le diocèse de Montpellier par Jean-Pierre Ricard alors évêque de Montpellier.

### Principaux ministères
Son premier ministère est à la paroisse Sainte-Thérèse-Sainte-Famille de Béziers, ainsi que dans l'aumônerie de l'enseignement public de la même ville ; il reste à ce poste de 2001 à 2005. De 2005 à 2007, il dessert la paroisse Mère Teresa. Entre 2007 et 2011, il est au service du séminaire Saint-Cyprien de Toulouse ; à partir de 2011, il revient au service du diocèse de Montpellier, où il est nommé Vicaire général. En parallèle, de 2009 à 2015, il est aumônier national des louveteaux et jeannettes des Scouts et Guides de France.
Le 14 avril 2016, le pape François le nomme évêque titulaire de Saint-Papoul et évêque auxiliaire de Bordeaux auprès du cardinal Jean-Pierre Ricard, archevêque de Bordeaux. Il remplace à ce poste Laurent Dognin, nommé évêque de Quimper en mai 2015. L'ordination épiscopale a lieu le dimanche 12 juin 2016 à la cathédrale Saint-André par le cardinal Jean-Pierre Ricard, assisté de Pierre-Marie Carré, archevêque de Montpellier et Claude Azéma, évêque auxiliaire de Montpellier.
À la suite de la démission de Jean-Pierre Ricard, pour raison d'âge, de sa charge pastorale d'archevêque de Bordeaux, il est élu, le 2 octobre 2019, administrateur diocésain par le Collège des consulteurs du diocèse de Bordeaux. Il assure la gestion temporaire du diocèse jusqu'à la nomination par le pape François de Jean-Paul James comme nouvel archevêque de Bordeaux, installé le 26 janvier 2020.
Il est nommé archevêque d'Auch, Condom, Lectoure et Lombez le 22 octobre 2020 par le pape François. Il remplace ainsi Maurice Gardès qui atteint la limite d'âge de 75 ans le 4 février 2020. Le 22 novembre, il est installé en présence de Robert Le Gall archevêque métropolitain de Toulouse, Jean-Paul James archevêque métropolitain de Bordeaux et de Celestino Migliore, nonce apostolique en France.
Le 1er octobre 2022 il est nommé administrateur apostolique du diocèse de Montauban après la démission pour raison d'âge de l'évêque Bernard Ginoux. Cette situation est provisoire avant la nomination d'un nouvel évêque diocésain et Bertrand Lacombe continue d'être archevêque d'Auch. Cette fonction cesse le 15 janvier 2023, date à laquelle est installé Alain Guellec.